# Nesticus bungonus
Nesticus bungonus là một loài nhện trong họ Nesticidae.
Loài này thuộc chi Nesticus. Nesticus bungonus được Takeo Yaginuma miêu tả năm 1979.